# Philadelphia 76ers 2004-2005
La stagione 2004-05 dei Philadelphia 76ers fu la 56ª nella NBA per la franchigia.
I Philadelphia 76ers arrivarono secondi nella Atlantic Division della Eastern Conference con un record di 43-39. Nei play-off persero al primo turno con i Detroit Pistons (4-1).

## Roster
| N°  | Naz.                   | Ruolo | Sportivo           | Anno | Alt. | Peso |
| --- | ---------------------- | ----- | ------------------ | ---- | ---- | ---- |
| 1   | Canada (bandiera)      | C     | Samuel Dalembert   | 1981 | 211  | 113  |
| 3   | Stati Uniti (bandiera) | G     | Allen Iverson      | 1975 | 183  | 75   |
| 4-9 | Stati Uniti (bandiera) | GA    | Andre Iguodala     | 1984 | 198  | 94   |
| 4   | Stati Uniti (bandiera) | AC    | Chris Webber       | 1973 | 206  | 111  |
| 5   | Stati Uniti (bandiera) | G     | Kedrick Brown      | 1981 | 201  | 101  |
| 7   | Stati Uniti (bandiera) | G     | John Salmons       | 1979 | 201  | 95   |
| 8   | Stati Uniti (bandiera) | G     | Aaron McKie        | 1972 | 196  | 95   |
| 9   | Stati Uniti (bandiera) | A     | Kenny Thomas       | 1977 | 201  | 118  |
| 12  | Stati Uniti (bandiera) | G     | Kevin Ollie        | 1972 | 193  | 88   |
| 14  | Stati Uniti (bandiera) | A     | Corliss Williamson | 1973 | 201  | 111  |
| 23  | Stati Uniti (bandiera) | A     | Josh Davis         | 1980 | 203  | 107  |
| 25  | Stati Uniti (bandiera) | C     | Marc Jackson       | 1975 | 208  | 122  |
| 26  | Stati Uniti (bandiera) | A     | Kyle Korver        | 1981 | 201  | 95   |
| 31  | Stati Uniti (bandiera) | A     | Michael Bradley    | 1979 | 208  | 111  |
| 33  | Stati Uniti (bandiera) | G     | Willie Green       | 1981 | 193  | 91   |
| 54  | Stati Uniti (bandiera) | A     | Rodney Rogers      | 1971 | 201  | 107  |
| 54  | Stati Uniti (bandiera) | A     | Brian Skinner      | 1976 | 206  | 116  |

## Staff tecnico
- Allenatore: Jim O'Brien
- Vice-allenatori: Dick Harter, Frank Vogel, Lester Conner, Joe Gallagher
- Preparatore atletico: Kevin Johnson